# Alexandra Nazarova (actrice)
Pour les articles homonymes, voir Nazarov.
Alexandra Nazarova (Léningrad, 17 juillet 1940 - Moscou, 20 août 2019) est une actrice russe. Elle a reçu en 2001 le prix d'artiste du peuple de la fédération de Russie.

## Filmographie

### Cinéma
- 1962 : Gorizont de Iossif Kheifitz : Rabotnitsa pochty
- 1962 : Et si c'était l'amour ? de Youli Raizman : Nadya
- 1965 : Lyubimaya de Richard Viktorov : Ira Yegorova
- 1968 : Sofiya Perovskaya de Leo Arnchtam : Sofiya Perovskaya
- 1980 : Air Crew de Alexandre Mitta : la mère de Dimy
- 1980 : Shkura belogo medvedya de Vadim Kostromenko : Shura Korovskina
- 1982 : Kolybelnaya dlya brata de Viktor Volkov
- 1988 : Teatralnyy sezon de Viktor Zhivolub : la mère de Yelena
- 1989 : Lyubov s privilegiyami de Vladimir Kuchinsky : Antonina Petrovna

### Télévision
- 1972 : Teoriya neveroyatnosti : Katarina
- 1974 : Vremya i semya Konvey : Carol
- 1975 : Doma vdovtsa : la servante
- 1978 : Mesyats dlinnykh dney
- 1981 : Tropininy : Svetlana Sergeyevna